# Adrian Hoajă
Adrian Hoajă, cunoscut și sub pseudonimul Alexandru Basarab, (n. 5 septembrie 1950, București) este un poet, textier și jurnalist român. Autorul mai multor volume de versuri, Hoajă este cunoscut și pentru implicarea de-a lungul anilor șaptezeci în calitate de textier pentru muzicieni rock din România. A semnat versurile binecunoscutului album „Zalmoxe” și a rescris, parțial, versurile piesei „Om bun”, ambele pe muzica formației Sfinx. În 1981, la plecarea din țară a lui Dan Andrei Aldea (liderul Sfinx în anii șaptezeci – momentul a adus inactivitatea formației pentru câțiva ani), poetul a renunțat la ocupația de textier, argumentând că nu se va mai găsi altcineva cu care să colaboreze la nivelul atins alături de Aldea și formația Sfinx.
Tot în aceeași perioadă, Hoajă s-a angajat ca redactor al revistei de cultură „Magazin”; va scrie aici până la finele anilor nouăzeci. Între subiectele predilecte ale articolelor sale, un loc important îl ocupă culturile Antichității; va scrie un număr de articole referitoare la universul geto-dacilor.  

## Studii
Adrian Hoajă a urmat Liceul teoretic „Dr. Petru Groza” (secția real) din București (actualul Colegiu Național de Informatică „Tudor Vianu”). La absolvirea liceului, părinții săi doreau să se înscrie la Universitatea Politehnica din București, însă tânărul s-a pregătit în secret pentru admiterea la Facultatea de Filologie din Universitatea București, unde a reușit să intre în același an. În continuare, Hoajă a participat de-a lungul anilor la diverse cursuri postuniversitare.
În anii studenției, Hoajă a tradus integral împreună cu Tudor Dincă Imnuri către noapte al poetului german Novalis, cu prilejul bicentenarului nașterii autorului.

## «Zalmoxe»
Proiectul Zalmoxe a început în primăvara lui 1976; munca de documentare (luând în considerare dificultatea subiectului, ce ridică probleme specialiștilor chiar și în ziua de astăzi) și alegerea tematicii au fost încheiate până în toamna aceluiași an. Textul poemului, scris de Hoajă sub pseudonimul Alexandru Basarab, a fost în repetate rânduri cenzurat; totuși, cu un număr minim de modificări impuse versurilor originale, discul obține permisiunea de a fi publicat la începutul lui 1979.
Poemul urmărește un fir al vieții lui Zalmoxis, imaginat pornind de la textele autorilor Greciei și Romei antice, încorporând și elemente preluate din miturile Orientului Antic. Principala acuză formulată de cenzori la adresa textului era aceea de misticism, fiind scoase în evidență potențialele aluzii la viața lui Iisus din Nazaret.
O parte din momentele concepute inițial au fost abandonate din pricina neacceptului casei de discuri Electrecord de a publica lucrarea pe suport dublu LP.

## Viața personală
Poetul s-a căsătorit cu Mihaela Hoajă în 1978; aceasta îndeplinește rolul de șefă a partidei de vioara a doua în cadrul Orchestrei Naționale Radio. Mihaela Hoajă este cunoscută și pentru implicarea la realizarea discului Tainicul vârtej (1986), al proiectului Florian din Transilvania, condus de Mircea Florian. Mihaela și Adrian Hoajă au o fiică, Livia, cunoscuta ca Liv Decay, (n. 1987), cântăreață și chitaristă, fostă componentă a formației gothic metal Tiarra și a trupei  post-punk Howling Saints., care incepand cu 2010 infiinteaza prima trupa de horror-punk/rock'n'roll din Romania, Raizing Hell. În 2003, poetul s-a recăsătorit cu Adriana Hoajă.